# شبوطيات
فصيلة الشبوطيات  أو الشبابيط (بالإنجليزية: Cyprinidae)‏ أكبر فصائل أسماك المياه العذبة حيث تضم أكثر من 200 جنس يتبعها 2000 نوع. نشأت هذه العائلة في أمريكا وأفريقيا وأوراسيا.
أحجام أنواع الشبوطيات متفاوتة من 3 أمتار (Catlocarpio siamensis) إلى 5 سنتيمترات (Danio rerio) تتكاثر بالإلقاح الخارجي وتلقي البيض في أماكن مختلفة كأعشاش قاعية أو ضمن النباتات المائية أو لتطفو حرّة في عمود الماء، دون حماية أبوية للبيض المخصب أو النسل إلاّ ما ندر. ومن الأنواع العربية سمكة الكهوف العمياء الإماراتية أو سمكة وادي الوريعة ذات الاسم العلمي Garra barreimiae wurayahi Khalaf, 2009.

## الأجناس التابعة
تتوزع الأجناس التابعة لعائلة الشبوطيات في عدة مجموعات
- Acheilognathinae
  - Acanthorhodeus
  - Acheilognathus
  - Paracheilognathus
  - Rhodeus
  - Tanakia
- Alburninae
  - Acanthalburnus
  - Alburnoides
  - Alburnus
  - Chalcalburnus
  - Hemiculter
  - Pseudolaubuca
- Cultrinae
  - Culter
  - Cyprinella
  - Ischikauia
  - Megalobrama
  - Parabramis
  - Sinibrama
- Cyprininae
  - Acrossocheilus
  - Aulopyge
  - Barbodes
  - Barbus البني
  - Capoeta
  - Carassius
  - Catla
  - Cirrhinus
  - Ctenopharyngodon كارب عاشب
  - Cyclocheilichthys
  - Cyprinion
  - Cyprinus كارب
  - Epalzeorhynchos
  - Garra جنس جارا
  - Gymnocypris
  - Kosswigobarbus
  - Labeo
  - Morulius
  - Mylopharyngodon
  - Osteobrama
  - Pseudobarbus
  - Puntius
  - Salmostoma
  - Sawbwa
  - Schizothorax
  - Squaliobarbus
  - Tor
  - Varicorhinus
- Danioninae
  - Chela
  - Danio
  - Danionella
  - Devario
  - Esomus
  - Inlecypris
  - Microrasbora
  - Parachela
  - Sundadanio
- Gobioninae
  - Abbottina
  - Biwia
  - Coreius
  - Gobio
  - Gobiobotia
  - Hemibarbus
  - Pseudogobio
  - Pungtungia
  - Rhinogobio
  - Sarcocheilichthys
  - Saurogobio
  - Squalidus
  - Xenophysogobio
- Leuciscinae
  - Aaptosyax
  - Abramis بريمة
  - Acrocheilus
  - Anaecypris
  - Aspius
  - Blicca
  - Campostoma
  - Chondrostoma
  - Couesius
  - Cyprinella
  - Distoechodon
  - Eremichthys
  - Ericymba
  - Erimystax
  - Exoglossum
  - Gila
  - Hesperoleucus
  - Hybognathus
  - Hybopsis
  - Hypophthalmichthys
  - Ladigesocypris
  - Lavinia
  - Lepidomeda
  - Leucaspius
  - Leuciscus
  - Luxilus
  - Lythrurus
  - Macrhybopsis
  - Margariscus
  - Mylocheilus
  - Nocomis
  - Notemigonus
  - Notropis
  - Ochetobius
  - Opsopoeodus
  - Orthodon
  - Phenacobius
  - Phoxinellus
  - Phoxinus
  - Pimephales
  - Platygobio
  - Pogonichthys
  - Pseudophoxinus
  - Pteronotropis
  - Ptychocheilus
  - Relictus
  - Rhinichthys
  - Rhynchocypris
  - Richardsonius
  - Rutilus الروش
  - Scardinius
  - Semotilus
  - Snyderichthys
  - Tribolodon
  - Tropidophoxinellus
  - Vimba
  - Xenocypris
- Rasborinae
  - Amblypharyngodon
  - Aphyocypris
  - Barilius
  - Boraras
  - Opsariichthys
  - Oxygaster
  - Pseudorasbora
  - Raiamas
  - Rasbora
  - Tanichthys
  - Trigonostigma
  - Zacco
- غير مجمّعة
  - Acanthobrama
  - Aristichthys
  - Clinostomus
  - Discogobio
  - Dionda
  - Gobiocypris
  - Hemigrammocypris
  - Hemitremia
  - Iberocypris
  - Meda
  - Moapa
  - Mylopharodon
  - Mystacoleucus
  - Oregonichthys
  - Pachychilon
  - Plagopterus
  - Pseudobrama
  - Rohtee
  - Semilabeo
  - Sinocyclocheilus
  - Spinibarbichthys
  - Spinibarbus
  - Telestes
  - Tiaroga
  - Xenocyprioides
  - Yaoshanicus

## وصلات خارجية
- نُويع جديد من أسماك الكهوف العمياء من برك وادي الوُريعة بإمارة الفجيرة، دولة الإمارات العربية المتحدة : جارا بريمي وريعي (الوُريعة) خلف، 2009.